# Heretic Pride
Heretic Pride – jedenasty album amerykańskiej grupy indierockowej The Mountain Goats. Został wydany 18 lutego 2008 roku przez 4AD. 

## Lista utworów
Wszystkie utwory skomponował John Darnielle.
| 1.  | Sax Rohmer #1                      | 3:41  |
|     |                                    |       |
| 2.  | San Bernardino                     | 3:19  |
|     |                                    |       |
| 3.  | Heretic Pride                      | 3:43  |
|     |                                    |       |
| 4.  | Autoclave                          | 3:34  |
|     |                                    |       |
| 5.  | New Zion                           | 2:55  |
|     |                                    |       |
| 6.  | So Desperate                       | 3:21  |
|     |                                    |       |
| 7.  | In the Craters on the Moon         | 3:32  |
|     |                                    |       |
| 8.  | Lovecraft in Brooklyn              | 3:49  |
|     |                                    |       |
| 9.  | Tianchi Lake                       | 3:20  |
|     |                                    |       |
| 10. | How to Embrace a Swamp Creature    | 3:27  |
|     |                                    |       |
| 11. | Marduk T-Shirt Men's Room Incident | 3:21  |
|     |                                    |       |
| 12. | Sept. 15 1983                      | 3:43  |
|     |                                    |       |
| 13. | Michael Myers Resplendent          | 2:52  |
|     |                                    |       |
|     |                                    | 44:37 |
|     |                                    |       |

## Twórcy

### Wykonawcy
- John Darnielle – wokal, gitara
- Peter Hughes – gitara elektryczna, gitara basowa
- Jon Wurster – bębny, perkusja
- Franklin Bruno – pianino, organy
- Annie Clark – gitara, wokal wspierający
- Erik Friedlander – aranżacja, instrumenty strunowe
- Rachel Ware Zooi – wokal wspierający
- Sarah Arslanian – wokal wspierający

### Produkcja
- John Vanderslice – syntezatory, produkcja
- Scott Solter – perkusja, produkcja, miksowanie
- Aaron Prellwitz – produkcja
- Timin Murray – asystent produkcji